# Hautasaari (ö i Evijärvi)
Hautasaari är en ö i Finland. Ordet hautasaari åsyftar att ön har varit begravningsplats. Ön ligger i sjön Evijärvi och i kommunen Evijärvi i den ekonomiska regionen  Järviseutu ekonomiska region  och landskapet Södra Österbotten, i den centrala delen av landet, 400 km norr om huvudstaden Helsingfors. Öns största längd är 0,9 kilometer i sydöst-nordvästlig riktning.